# Seine River (vattendrag i Kanada, Manitoba)
Seine River (engelska) eller Rivière Seine (franska) är ett vattendrag i Kanada.   Det ligger i provinsen Manitoba, i den sydöstra delen av landet, 1 700 km väster om huvudstaden Ottawa.
Runt Seine River är det i huvudsak tätbebyggt. Runt Seine River är det mycket tätbefolkat, med 1 313 invånare per kvadratkilometer.